# Ciurul zânelor
Ciurul zânelor (Carlina acaulis) este o plantă foarte scundă din familia Asteraceae. Este spinoasă, aproape lipsită de tulpină.

## Descriere

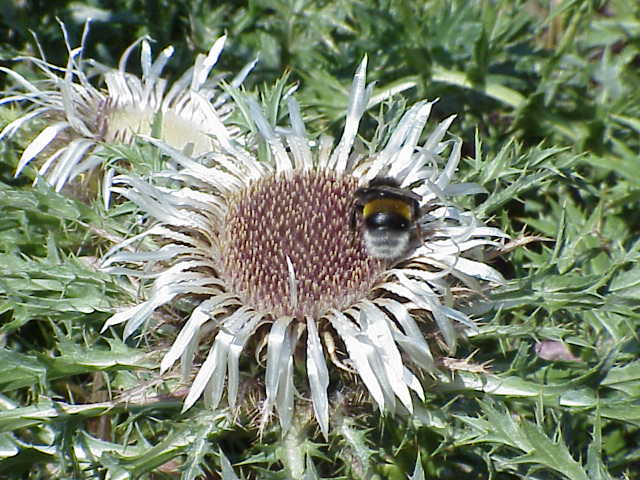
Coroana strălucitoare a involucrului atrage numeroase insecte

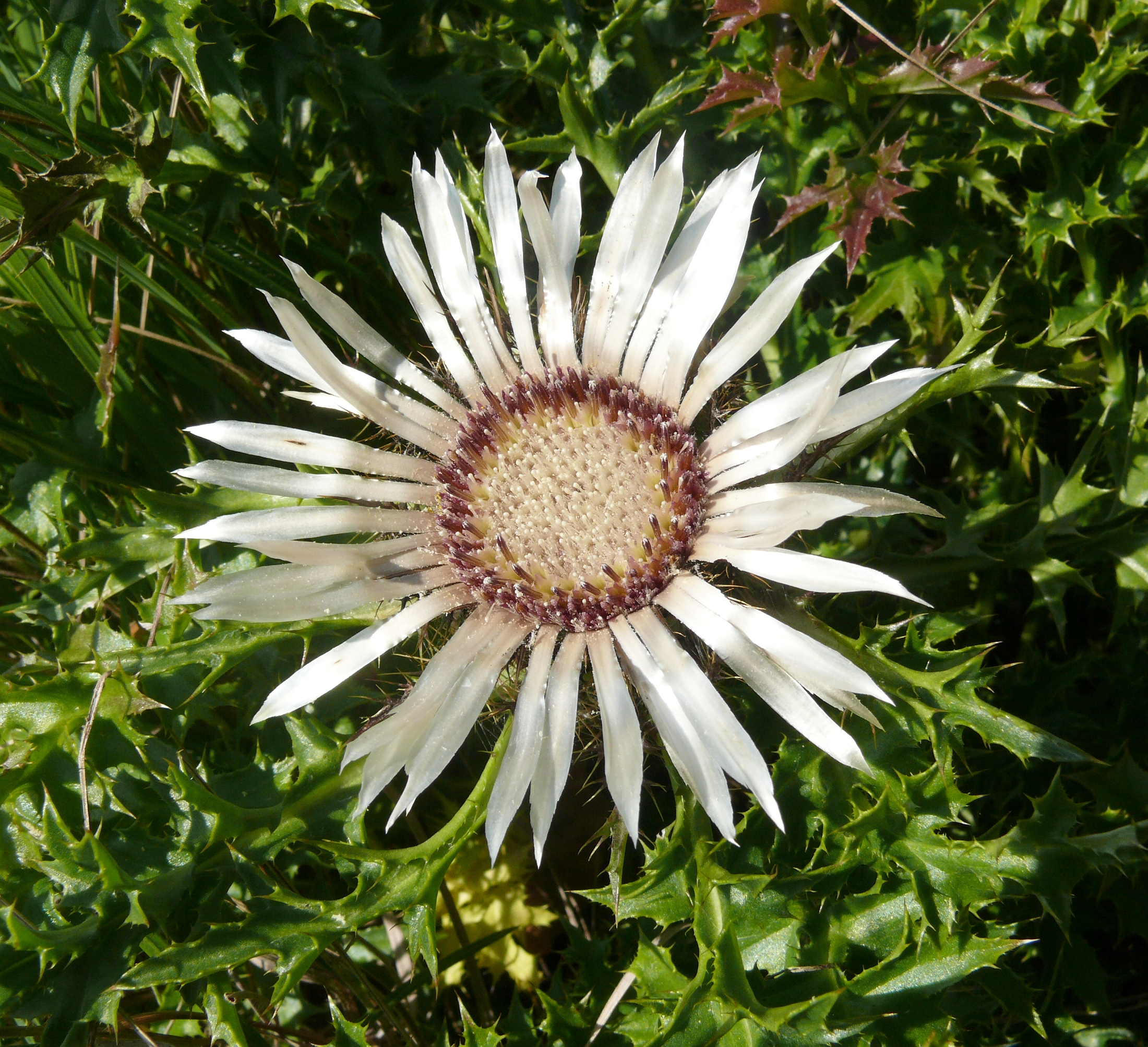
Ciurul zânelor

Frunzele sunt îngrămădite în rozetă și întinse pe sol, ele sunt lungi până la 200 mm, scorțoase și adânc spintecate în 10-12 perechi de diviziuni dințate.
În mijlocul rozetei se află un capitul mare (diametrul de 50–120 mm) în jurul căruia se află, la margine, o serie de frunze albe modificate, uscate, strălucitoare. Acestea dau impresia unor petale și alcătuiesc un involucru interior. Sub acesta se mai găsește un al doilea involucru exterior, format din frunzișoare spinos-dințate. Frunzele involucrelor alcătuiesc o împrejmuire spinoasă care apără florile capitulului. Coroana strălucitoare a involucrului atrage numeroase insecte și se închide noaptea. Ciurul zânelor înflorește în lunile iulie-septembrie.

## Răspândire
În România crește în munții Carpați de-a lungul pășunilor uscate și pietroase. Este întâlnită și la etajul subalpin.